# Modus (literární věda)
Modus je pojem z genologie (teorie literárních žánrů). Je to označení pro významový příznak určitého konkrétního žánru. 
Modus označuje „jeden aspekt díla, jednu (byť třeba zásadní) jeho významovou vrstvu, zásadní aspekt nebo hlavní tendenci, a nemůže tedy zahrnout celek díla. Typicky se jedná např. o modus ironický, satirický, groteskní, alegorický nebo parodický či realistický.“
Pojem modus je běžnější v románské či anglofonní tradici, v české tradici se zatím užívá sporadicky.
Mody samy o sobě tedy nejsou totožné se žánrem, ale žánry modifikují. Je-li např. pohádka samostatný žánr, může jakýkoli jiný žánr (např. román nebo drama) být obohacen o pohádkový modus, tedy o určité (motivické, kompoziční, ideové) prvky pohádky. Modem tedy nevzniká nový žánr ani žánrová varianta, ale konkrétní podoba daného žánru či žánrové varianty (pohádkový román). 
Hranice mezi nimi modem a žánrem není vždy zcela ostrá, například parodie, tj. typický modus, bývá obecně považována za žánr, stejně tak například satira. 